# José Alemán Illán
José Alemán Illán fue un político republicano español perteneciente al Partido Republicano Radical, nacido en la ciudad de Almería, y que llegó a ser su alcalde desde 1934 a 1936, durante la Segunda República Española. Como alcalde fue vocal nato del Monte de Piedad y Caja de Ahorros de Almería.

## Biografía
Fue gestor del impuesto por el reconocimiento sanitario del pescado y contratista de diversas obras como la del puerto pesquero de Almería, en los primeros años de la Segunda República. Se presentó a las elecciones municipales de abril de 1931 por el Partido Republicano Radical, siendo elegido concejal. En 1934 era delegado de la alcaldía  para los servicios de vías y obras. Viajó ese año a Madrid, junto con el concejal Vicente Pérez Martín, para solicitar diversas obras públicas para mitigar el paro obrero; se costeó el viaje por sus medios.
Fue designado alcalde de la ciudad de Almería en 1934, tras la revolución de octubre, en sustitución de Francisco Sánchez Moncada. Su proclamación se produce el día 22 de octubre, a las tres de la tarde. Se toman medidas para la limpieza de la ciudad, se arreglan diversas calles, se construye el quiosco para la banda de música, se impulsa la construcción de la estación de autobuses e inicia una suscripción popular (contribuyendo el propio Ayuntamiento con la cantidad de diez mil pesetas) para la construcción de un monumento a Nicolás Salmerón y Alonso.
Tras la victoria del Frente Popular en las elecciones de 16 de febrero de 1936, José Alemán presentó su dimisión ante el gobernador civil, Salvador Escrig Bort, el 19 de febrero. Le sustituiría Antonio Ortiz Estrella.
Tras el inicio de la guerra civil española en julio de 1936, fue detenido y encarcelado. En abril de 1938 Eustaquio Cañas Espinosa es nombrado nuevo gobernador civil de Almería, y este decide el traslado de varios prisioneros al campo de trabajos forzados situado en Turón, provincia de Granada, donde fue ejecutado ilegalmente en mayo, junto con su hermano Antonio.
| Predecesor: Francisco Sánchez Moncada | Alcalde de Almería 1934 – 1936 | Sucesor: Antonio Ortiz Estrella |